# 市棚駅
市棚駅（いちたなえき）は、宮崎県延岡市北川町川内名にある、九州旅客鉄道（JR九州）日豊本線の駅である。
起点（小倉駅）側から見て、宮崎県内に所在する最初の駅である。また、当駅と宗太郎駅との間には大分県と宮崎県の県境と共に、JR九州の大分支社と宮崎支社との支社境界も存在し、駅単位では当駅から宮崎支社管轄エリアに入る形となる。
かつては475系や717系、キハ220形を使用した延岡方面からの折り返し列車や、延岡-佐伯間の列車が設定されていた。2018年3月17日ダイヤ改正以降は、787系特急電車4両編成（先頭1両のみ乗車可）を使用した普通列車が上り2本、下り1本のみ発着する。
宮崎県では最東端かつ最北端の駅であり、青春18きっぷを使用した旅行では本数の極端な少なさと運行時間帯により難所として有名な宗太郎越え区間に位置する駅でもある。

## 歴史
- 1923年（大正12年）7月1日：鉄道省が開設[1][2]。
- 1972年（昭和47年）
  - 2月25日：貨物取扱廃止[2]。
  - 3月30日：荷物扱い廃止[3]。無人駅となる[4]。
- 1987年（昭和62年）4月1日：国鉄分割民営化により、JR九州の駅となる[2]。
- 1996年（平成8年）6月1日：宮崎総合鉄道事業部発足により、大分支社から鹿児島支社に移管。宗太郎駅との間に支社境が移設。
- 2017年（平成29年）
  - 9月19日：平成29年台風18号により9月17日から運休[5]、臼杵駅 - 延岡駅間不通のため佐伯駅 - 延岡駅間で代行バス輸送を開始[6]。
  - 9月20日：当駅 - 延岡駅間運転再開[7]。代行バス輸送を佐伯駅 - 当駅間に切り替え[8]。
  - 9月25日：佐伯駅 - 当駅間運転再開（バス代行輸送終了）[9]。
- 2022年（令和4年）4月1日：宮崎支社の発足により、鹿児島支社から同支社へ移管[10]。

## 駅構造
単式ホーム1面1線と島式ホーム1面2線の合計2面3線のホームを有する地上駅。互いのホームは跨線橋で連絡している。
無人駅で駅舎はなく、2003年（平成15年）にかつて駅舎のあった場所に木造の便所が建てられている。また、簡素ながらも接近放送がある。

### のりば
| のりば | 路線      | 方向 | 行先                     |
| ------ | --------- | ---- | ------------------------ |
| 1      | ■日豊本線 | 上り | 佐伯方面                 |
| 2      | ■日豊本線 | 下り | （特急・貨物の通過のみ） |
| 3      | ■日豊本線 | 下り | 延岡方面                 |

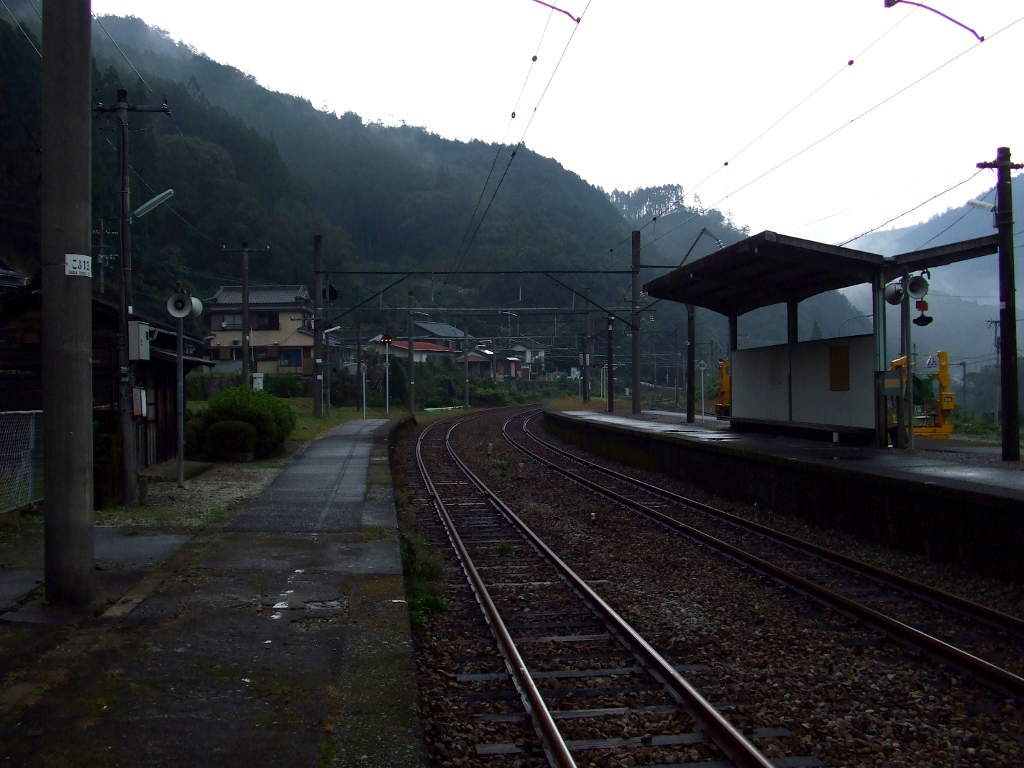
佐伯・大分方面を望む
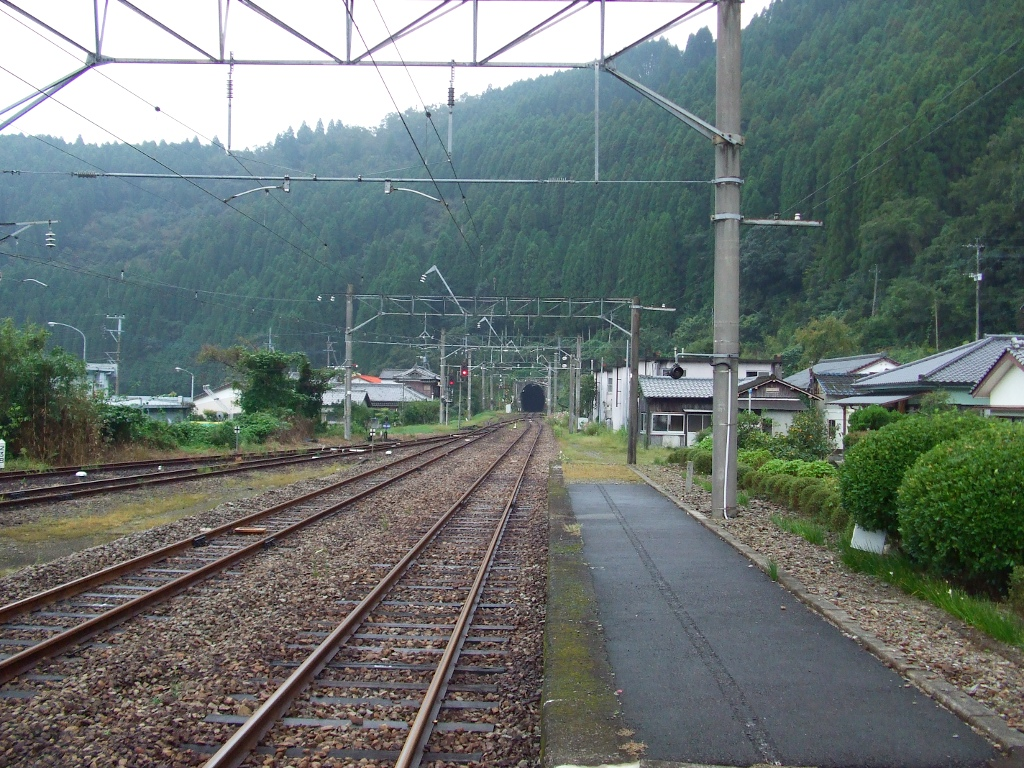
延岡・宮崎方面を望む
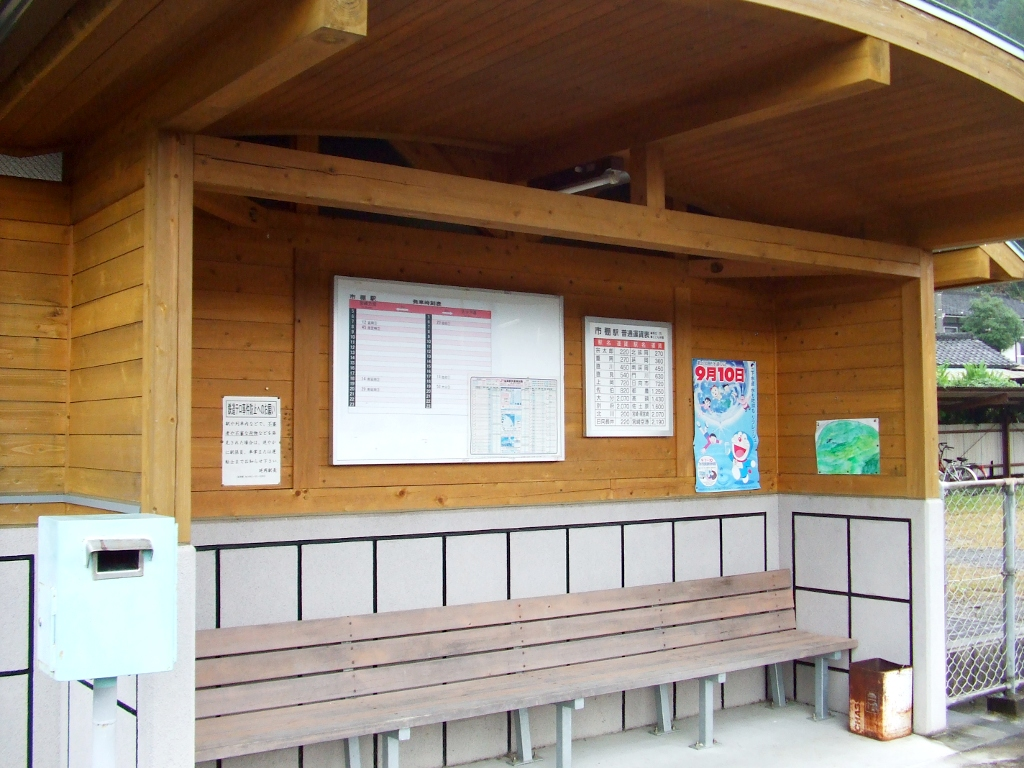
待合所

## 利用状況
近年の1日平均乗車人員は以下の通り。
| 年度   | 1日平均 乗車人員 |
| ------ | ---------------- |
| 1996年 | 34               |
| 1997年 | 28               |
| 1998年 | 22               |
| 1999年 | 18               |
| 2000年 | 17               |
| 2001年 | 15               |
| 2002年 | 13               |
| 2003年 | 15               |
| 2004年 | 21               |
| 2005年 | 20               |
| 2006年 | 21               |
| 2007年 | 23               |
| 2008年 | 20               |
| 2009年 | 19               |
| 2010年 | 15               |
| 2011年 | 14               |
| 2012年 | 12               |
| 2013年 | 16               |
| 2014年 | 16               |
| 2015年 | 13               |

## 駅周辺
駅の裏に国道10号があり駅前は旧道である。国道10号沿いには商店がある。近隣を流れる清流、小川（こかわ）はホタル観賞でも有名。
- 市棚簡易郵便局
- 鏡山展望所
- 鏡山パラグライダーテイクオフ場

## 隣の駅
九州旅客鉄道（JR九州）
■日豊本線
宗太郎駅 - 市棚駅 - 北川駅